# Icerya purchasi
Espèce
Icerya purchasi (la cochenille australienne) est une espèce d'insectes hémiptères, une cochenille de la famille des Margarodidae.
Cette espèce infecte les brindilles et branches de nombreux arbres et notamment des Citrus.

## Description
La femelle mature, de forme ovale, mesure 5 mm. Elle est de couleur brun-rouge avec les poils noirs.

## Lutte biologique
Cette cochenille a été combattue avec succès en Californie grâce à l'action de l'entomologiste Charles V. Riley qui a importé des coccinelles d'Australie (Rodolia cardinalis) pour contrôler avec succès ce parasite des agrumes. Cette introduction d'un prédateur est le premier succès fondateur de la lutte biologique.